# Pavel Kováč
Pavel Kováč (* 12. srpna 1974, Partizánske) je slovenský fotbalový brankář, od července 2014 hráč slovenského ViOnu Zlaté Moravce – Vráble. Mimo Slovensko působil na klubové úrovni v Česku a Řecku. Je ženatý, s manželkou Patrícií má dcery Lujzu a Miu.

## Klubová kariéra
Pochází z obce Veľké Uherce u Partizánskeho, kde také v tamním klubu FK Tempo Partizánske začal svoji fotbalovou kariéru. roce 1998 se propracoval do prvního týmu. V zimním přestupovém období sezony 1998/99 přestoupil do mužstva MFK Dubnica nad Váhom, kde se mu dařilo a nastupoval pravidelně. V zimě 2003/04 zamířil do zahraničí a upsal se klubu 1. FC Slovácko z Česka. Následně odešel do řeckého Apollonu Kalamarias. V Řecku pokračoval i po odchodu z Kalamariasu. Stal se novou posilou Olympiakosu Pireus, kde uzavřel kontrakt do léta 2010 a s týmem v ročníku 2008/09 oslavil zisk mistrovského titulu i řeckého poháru. Před sezonou 2010/11 zamířil zpět do vlasti a podepsal smlouvu s mužstvem FK DAC 1904 Dunajská Streda. Po půl roce, kdy působil opět v Dubnici nad Váhom, se do Dunajské Stredy vrátil na hostování. V únoru 2012 odešel z Dubnice hostovat do Slovanu Bratislava. V ročníku 2012/13 získal s klubem „double“, tzn. ligový titul a triumf v domácím poháru. V létě 2013 se vrátil do svého mateřského celku a po půl roce se stal posilou týmu MFK Ružomberok. V červenci 2014 podepsal kontrakt s ViOnem Zlaté Moravce – Vráble.